# Karl Weinhold
Karl Gotthelf Jakob Weinhold (Dzierżoniów, 26 ottobre 1823 – Bad Nauheim, 15 agosto 1901) è stato un linguista, germanista e medievista tedesco.

## Biografia
Dal 1842 studiò presso le università di Breslavia e Berlino, ottenendo la sua abilitazione ad Halle nel 1847. Nel 1850 divenne professore di lingua e di letteratura tedesca all'Università di Cracovia. In seguito, insegnò come professore presso le università: Graz (1851-1861), Kiel (1861-1875), Breslavia (1876-1889) e a Berlino (dal 1889). In tre diverse occasioni lavorò come rettore universitario: (1870-1872) Kiel, (1879-1880) a Breslavia e (1893-1894) a Berlino.
Nel settembre 1889, tenne il discorso d'onore all'inauguaruzione del Monumento a Walther von der Vogelweide, eretto a Bolzano.
Nel 1891 fondò il Zeitschrift des Vereins für Volkskunde.

## Opere principali
- Die deutschen Frauen in dem Mittelalter. Ein Beitrag zu den Hausalterthümern der Germanen, 1850.
- Mittelhochdeutsches Lesebuch, mit einem metrischen Anhang und einem Glossar, 1850.
- Weihnachtspiele und -lieder aus Süddeutschland und Schlesien, 1853.
- Ueber deutsche Dialectforschung, 1853.
- Altnordisches leben, 1856.
- Alemannische Grammatik, 1863.
- Grammatik der deutschen Mundarten, 1863.
- Bairische grammatik, 1867.
- Heinrich Christian Boie. Beitrag zur Geschichte der deutschen Literatur im achtzehnten Jahrhundert, 1868.
- Mittelhochdeutsche Grammatik, 1877.
- Dramatischer Nachlass von J.M.R. Lenz (editore, 1887).
- Die Verbreitung und die Herkunft der Deutschen in Schlesien, 1887.[4]